# Volare (pel·lícula)
Volare és un telefilm produïda i emesa per TV3 l'any 2012. Es tracta d'una comèdia amb tocs de misteri i fantasia centrada en un grup d'amics aficionats a l'estudi dels somnis. Està dirigida per Joaquim Oristrell i protagonitzada per Joel Joan i Úrsula Corberó.

## Argument
Un grup d'amics aficionats a l'estudi dels somnis es reuneixen un cap de setmana en una casa de camp. En despertar, després de passar la primera nit, en Jonàs (Joel Joan), forense de professió, es troba en el seu llit amb la Lila (Úrsula Corberó), una noia a la qual li havia practicat una autòpsia el dia anterior.

## Repartiment
- Joel Joan - Jonàs
- Úrsula Corberó - Lila/Malva
- Ramon Madaula - Gabriel
- Carme Balagué - Pau
- Lluís Villanueva - Dídac
- Dolo Beltrán - Fàbia
- Peter Vives - Ivan
- Marina Gatell - Elisa
- Albert Ribalta - Llorenç
- Anna Rua - Gonzàlez
- Jordi Borràs - Adrià